# Cursul mijlociu al Rinului

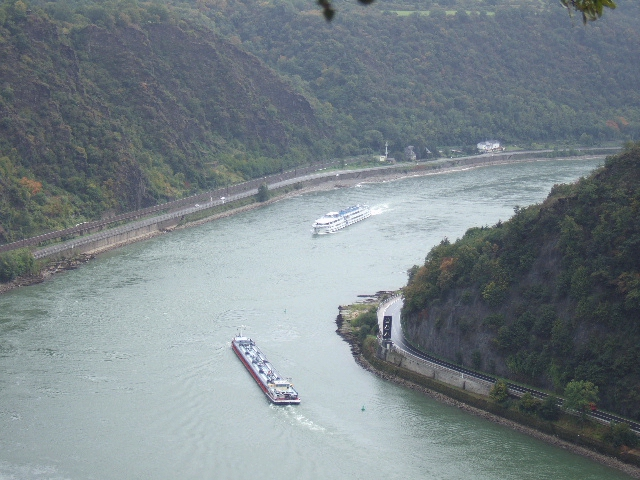
Vedere de pe Loreley pe Rin

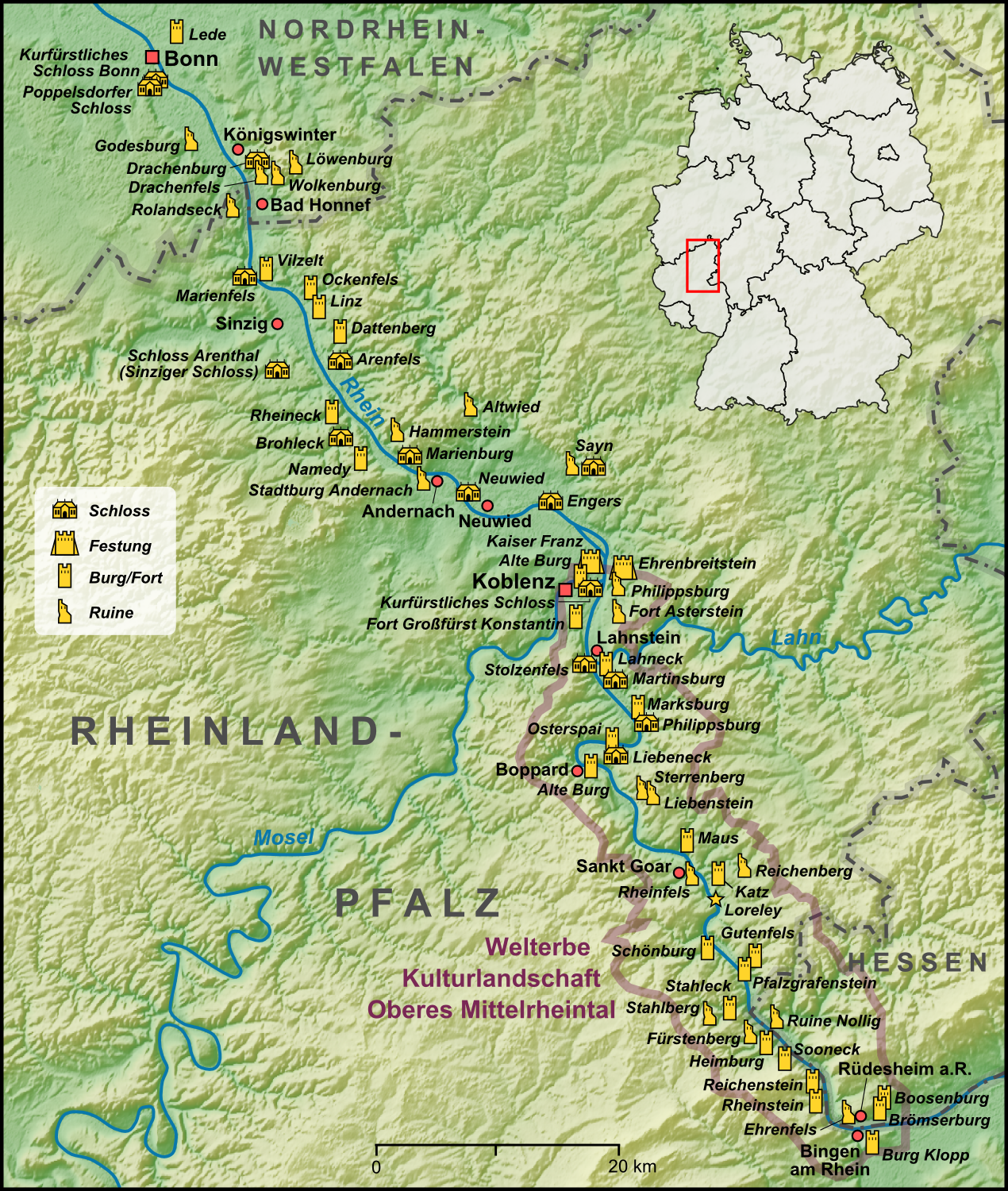
Cursul mijlociu al Rinului

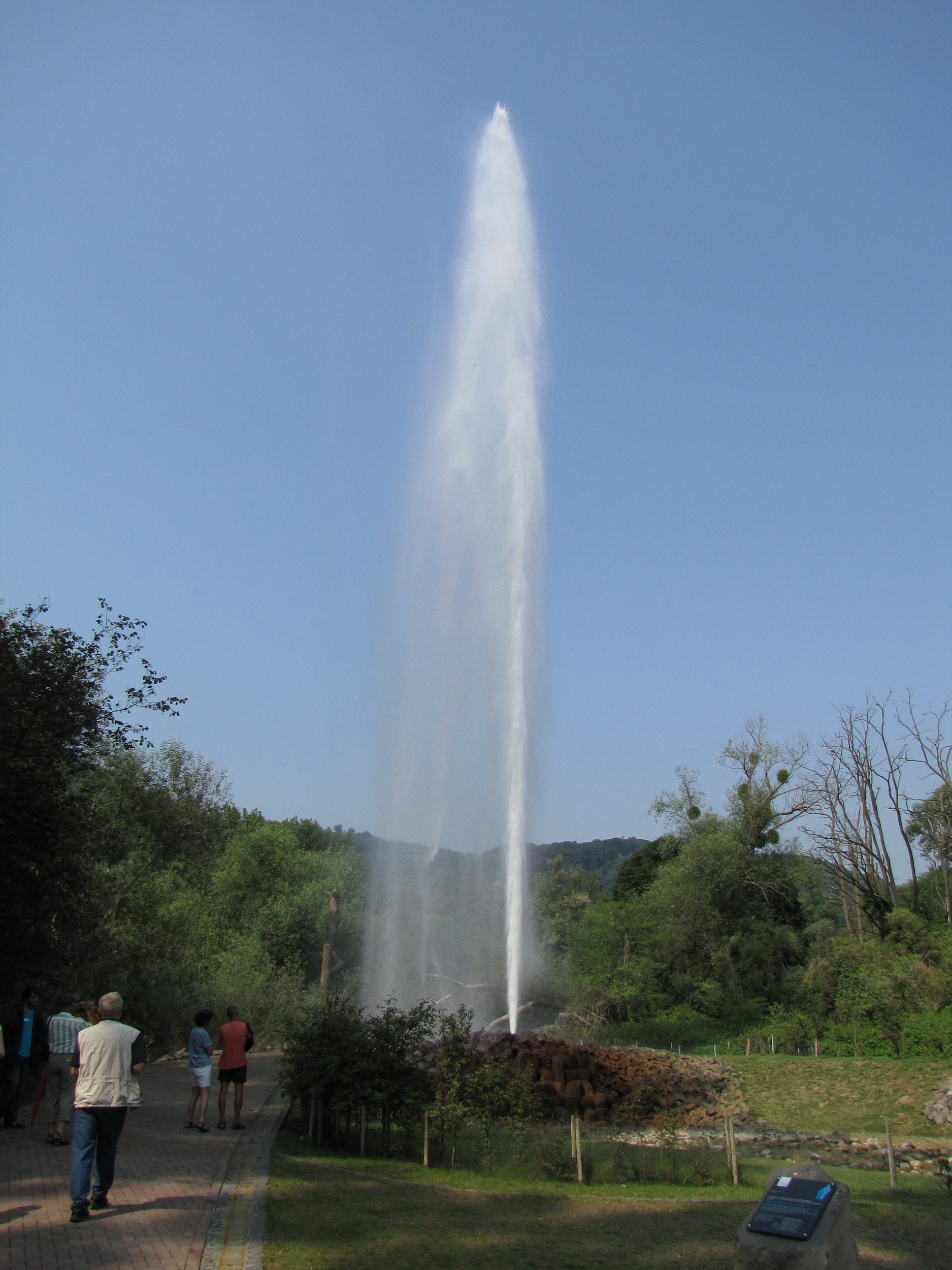
Geysir Andernach, cel mai înalt gheizer rece din lume

Cursul mijlociu al Rinului (germană: Mittelrhein) este regiunea geografică situată pe Rin între localitățile Bingen am Rhein, Rüdesheim am Rhein și Bonn, aceasta fiind o regiune viticolă cu monumente istorice numeroase. Peninsula „Namedyer Werth” are lângă Namedy-Andernach cel mai înalt gheizer de apă rece din lume (50 - 60 m).
Cursul mijlociu al Rinului a fost înscris în anul 2002 pe lista patrimoniului mondial UNESCO.

## Geografie
Cursul mijlociu al Rinului începe la pătrunderea Rinului în regiunea din Munții Șistoși între Bingen și Rüdesheim în sud și se termină în nord la Bonn-Bad Godesberg și Oberkassel (Bonn), Rinul traversând pe această porțiune landurile Renania-Palatinat, Renania de Nord - Westfalia. Din punct de vedere geografic, de Mittelrhein aparține și malul drept al Rinului între localitățile Rüdesheim și Lorch (Rheingau) cu regiunea viticolă Rheingau din landul Hessa. Bazinul Neuwied desparte Mittelrhein superior de cel inferior.

## Localități dinMittelrhein
Localitățile mai importante pe malul stâng al Rinului: Bingen, Bacharach, Oberwesel, Sankt Goar, Boppard și Koblenz pe Mittelrein superior, iar Andernach, Bad Breisig, Sinzig, Remagen și Bonn pe Mittelrhein inferior.
Pe malul drept se află: Rüdesheim, Assmannshausen, Lorch, Kaub, Sankt Goarshausen, Braubach și Lahnstein pe Mittelrein superior, iar Vallendar, Bendorf, Neuwied, Bad Hönningen, Linz am Rhein, Bad Honnef și Königswinter pe Mittelrhein inferior.

## Afluenți
Afluenți pe malul stâng al Rinului: Nahe, Mosel și Ahr iar pe malul drept: Lahn, Wied și Sieg.